# Brinde Leal

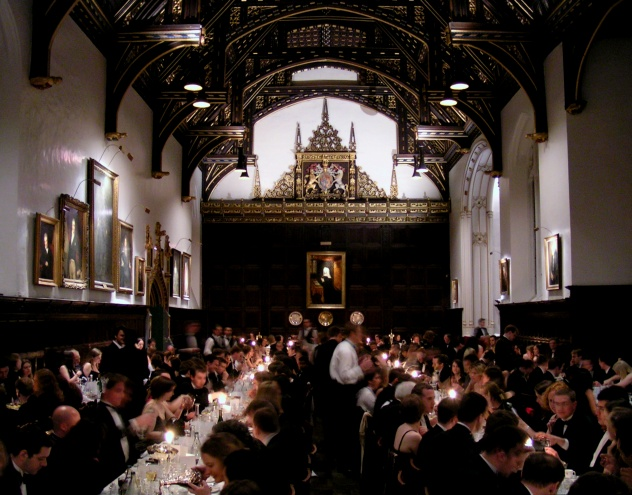
Uma ocasião formal no St John's College, em Cambridge, onde, debaixo do real brasão de armas do Reino Unido, o brinde leal é feito

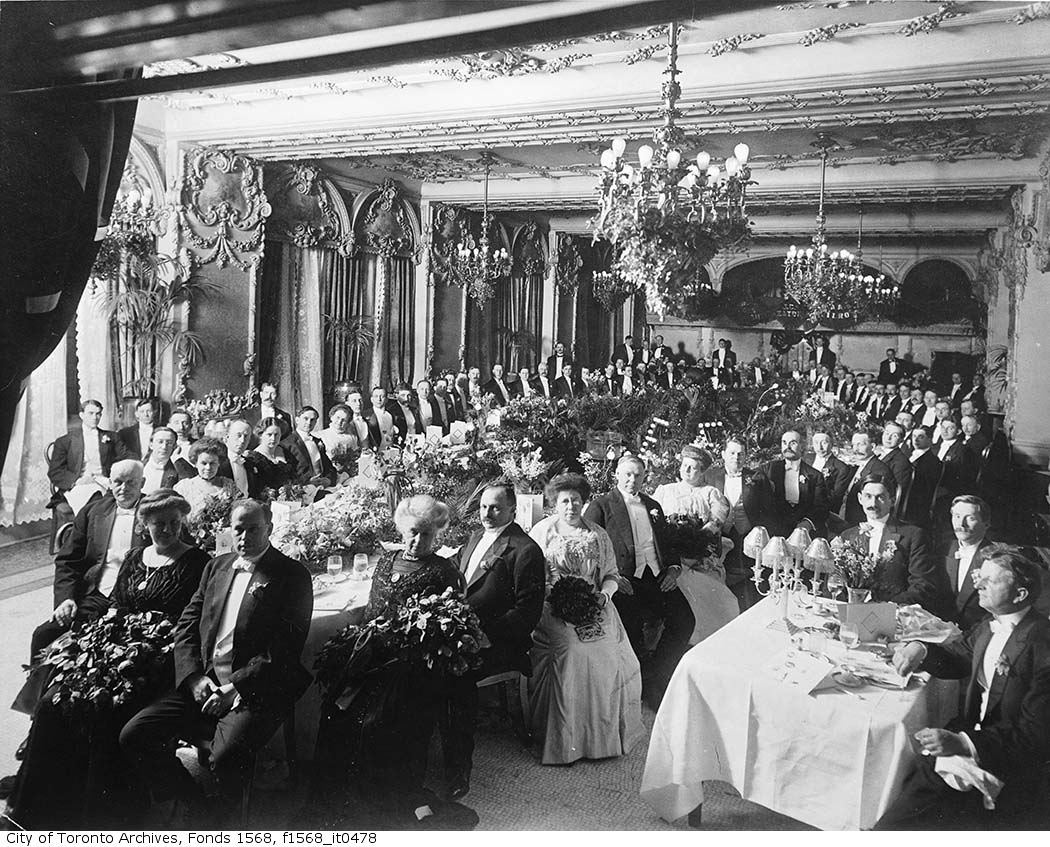
Um jantar realizado por John Craig Eaton noKing Edward Hotel em Toronto em 1919; o brinde leal seria feito para Jorge V

Loyal Toast ou Brinde Real é uma saudação dada ao chefe de estado de um país onde uma assembleia formal está sendo realizada, com ou sem o chefe de estado presente. É geralmente uma questão de protocolo em ocasiões oficiais de Estado e militares, sendo uma demonstração de sentimento patriota em eventos civis. O brinde  geralmente é iniciado e recitado pelo anfitrião antes de ser repetido pelos convidados reunidos em uníssono.

## Comunidade das Nações
Em todo o reino da Commonwealth, o brinde leal é mais comummente composto apenas das palavras "Senhoras e Senhores, A Rainha", embora isto possa ser elaborado com a menção da posição do monarca como chefe de um Estado em particular, como no Canadá, onde o Departamento de Defesa Nacional do Canadá codifica o brinde leal como "Senhoras e Senhores, A Rainha do Canadá  Se o soberano detém uma posição de honra dentro de um regimento dos braços das Forças Armadas Canadenses, nesse regimento o brinde é: "Senhoras e Senhores, à Rainha do Canadá, o nosso Capitão-Mor", ou o qualquer posição que o monarca tiver. Como a Rainha Isabel II é reconhecida como chefe simbólico da Comunidade de Nações, em qualquer evento onde o convidado de honra é um dignitário de qualquer um dos 16 reinos da Commonwealth, o brinde leal é adaptado para ser "Senhoras e Senhores, A Rainha, Chefe da Commonwealth,"  e deve ser um convidado de honra de um dos outros estados-membros da Commonwealth a repetir a frase. Casos excecionais existem em locais como Lancashire, onde a saudação pode ser "Senhoras e Senhores, A Rainha, Duque de Lencastre"; nas Ilhas do Canal, os residentes dirão "La reine, notre duc" ("A Rainha, O nossa Duque de Normandia"); e na Ilha de Man, onde " A Rainha, Lorde de Mann " é dito. Os membros da Família Real não podem participar e nem responder ao brinde leal, e a honra deve ser seguido pela execução de "God Save the Queen", que é o Hino nacional e/ou Hino Real da maioria dos reinos da Commonwealth . Quando embaixadores ou representantes de alto escalão de outros chefes de Estado estão presentes, tornou-se habitual um brinde a ser proposto após o brinde leal aos "chefes de estado de outros países aqui representados."  O brinde pode ser adaptado para uso em algumas fundações reais. Por exemplo, na Christ Church, o primeiro brinde é sempre "À Rainha, Visitante da Casa".
A etiqueta oficial determina que o brinde leal pode ser dada tanto após a introdução de convidados de honra e do discurso de abertura ou na conclusão de todos os eventos na refeição. Também é costume não fumar até que o soberano tenha sido brindado. Na realização do brinde, anfitrião do evento vai se levantar  e solicitar a atenção do público. Uma vez realizado e os convidados estando de pé, o anfitrião levanta seu copo e recita o brinde, sem quaisquer outras palavras ou música. O público então responde ao brinde, repetindo "A Rainha " ou, no Canadá, "La Reine", e bebem o brinde, sentando-se mais uma vez. Na Royal Navy, no entanto, o brinde é dado com todos os participantes sentados, um costume praticado desde Guilherme IV, que tinha servido como oficial naval experimentou um desconforto na hora de ficar em pé, a bordo de um navio no mar, e todos na marinha foram autorizados a brindá-lo sentado. Esta prática também é realizada a bordo dos navios da Royal Canadian Navy, desde que nem a Rainha nem qualquer outro membro da Família Real do Canadá esteja presente, caso em que o brinde é feito sentado apenas se o membro da realeza o solicitar. Os advogados da Lincoln Inn tradicionalmente também fazem o brinde sentados, comemorando uma ocasião em que o Rei Carlos II jantou no local e estava bêbado demais para se levantar.

### O brinde em disputa
O brinde leal foi o catalisador para o atrito internacional em 1948, quando o Taoiseach(primeiro-ministro) da República da Irlanda, então John A. Costello, fez uma visita oficial ao Canadá. Lá, em sua função formal, o Governador-geral do Canadá Harold Alexander, 1.º Conde Alexander de Tunis recusou as instruções de funcionários irlandeses para brindar o Presidente da Irlanda , então Seán T. O'Kelly, em vez do Rei da Irlanda, Jorge VI, no momento, o rei cumpria o papel em assuntos externos, que normalmente pertence aos chefes de Estado, enquanto o Presidente da Irlanda cumpria um papel constitucional interno. Um irritado Costello declarou a um repórter no dia seguinte que ele iria pedir ao parlamento irlandês para revogar a Executive Authority Act de 1936 e declarar a Irlanda como uma república, ]], O ato de criação da República da Irlanda foi feito no final daquele ano.
Em 2000, um capitão da Força Aérea Canadense, professor do Real Colégio Militar do Canadá pediu pessoalmente para ser dispensado do brinde leal . O Conselho de Reclamações das Forças Canadenses, o Chefe do Estado-Maior de Defesa do Canadá, e o Tribunal Federal do Canadá confirmaram que todos os membros das forces armadas são obrigados a reverenciar o chefe de estado do Canadá, no caso, a Rainha.

## Espanha
Em Espanha, em ocasiões formais no serviço militar, o primeiro brinde é para o Rei Juan Carlos I: o mais alto oficial nos brindes "Por el Primer soldado de España" (Pelo primeiro soldado da Espanha) e as respostas em concordância "Por el Rey" (Pelo Rei).

## Suécia
Em ocasiões formais em Suécia, como o banquete do Prêmio Nobel, o primeiro brinde é geralmente o brinde ao soberano. É proclamado pelo anfitrião, ou o próprio rei, ou pelo segundo maior funcionário na ocasião. É simplesmente "Hans Majestät Konungens skal" ("O brinde de Sua Majestade, o Rei"). Todos os hóspedes, em seguida, se levantam, levantam seus copos e, se o Rei está presente, por sua vez ele responde "Konungen" ("O Rei").